# SV Deutz 05
Die SV Deutz 05 (offiziell: Sportvereinigung Deutz 05 e. V.) ist ein Sportverein aus dem Kölner Stadtteil Deutz. Die erste Fußballmannschaft der Männer spielte von 2018 bis 2022 in der fünftklassigen Mittelrheinliga.

## Geschichte
Der Verein wurde am 1. Juli 1905 als Deutzer Fußball-Club 05 gegründet und trat drei Jahre später dem Westdeutschen Spiel-Verband bei. Während des Ersten Weltkrieges ruhte der Sportbetrieb, da viele Mitglieder eingezogen wurden. Im Jahre 1920 wurde der Verein unter seinem heutigen Namen Sportvereinigung Deutz 05 neu gegründet. Bis um 1920 nutzten die Fußballer ein Spielfeld, das gleichzeitig noch als militärisches Pionierübungsgelände diente. Als dieses mit Anlagen des Deutzer Bahnhofs und der Kölner Messe überbaut wurde, wich man zunächst auf Spielfelder an den rechtsrheinischen Rheinweisen aus und später dann auf eine einstige Kürassierreitbahn an der Gremberger Allee bzw. einen Platz im Rheinpark.
Im Jahre 1948 fusionierte der SV Deutz 05 mit dem VfL Poll zur SG Schwarz-Rot Köln. Der Zusammenschluss war in beiden Vereinen umstritten. Mangelnde Erfolge und unüberbrückbare Differenzen führten dazu, dass der Zusammenschluss wieder aufgelöst und beide Vereine neu gegründet wurden. Der SV Deutz 05 bietet heute die Sportarten Fußball, Boule und Gymnastik an. In früheren Zeiten bot der Verein auch Boxen, Handball, Leichtathletik, Tennis und Tischtennis an. Die Handballabteilung schloss sich im Jahre 1950 dem VfB 05 Köln an. Die Tischtennisabteilung spaltete sich im Jahre 1989 unter dem Namen TTV Deutz von der Sportvereinigung ab.
Die Fußballabteilung trägt seine Heimspiele seit 1978 im BB Bank Sportpark aus. Die Anlage war früher unter dem Namen Sportanlage Rolshover Kirchweg bekannt und bietet Platz für 3000 Zuschauer. Es wird auf Kunstrasen gespielt.

## Männerfußball
In den 1930er Jahren spielten die Deutzer in der zweitklassigen Bezirksklasse. Nach dem Zusammenschluss mit dem VfL Poll spielte die Mannschaft in der Saison 1947/48 in der zweitklassigen Rheinbezirksliga. Zwar gewannen die Schwarz-Roten ihr Heimspiel gegen den 1. FC Köln mit 2:0, jedoch stieg die Mannschaft am Saisonende wieder ab und die SG zerbrach. In der folgenden Saison 1948/49 mussten beide Stammvereine wieder in der Kreisklasse antreten. Sportlich pendelten die Deutzer zwischen Bezirksklasse und 2. Kreisklasse. 
Die Männermannschaft wiederum erhielt größere mediale Aufmerksamkeit, als sie im Rahmen eines Trainingslagers in La Manga ein Freundschaftsspiel gegen den FC Bayern München austrug, das mit 1:23 verloren wurde. Im Jahr 2006 stiegen die Deutzer erstmals in die Landesliga auf. Nach zwischenzeitlichen Ab- und Aufstiegen konnte sich die Sportvereinigung ab 2015 in der Landesliga etablieren und sicherte sich drei Jahre später erstmals den Aufstieg in die Mittelrheinliga. Nach vier Jahren stiegen die Deutzer 2022 wieder in die Landesliga ab, bevor es drei Jahre später runter in die Bezirksliga ging.

## Frauenfußball
Bereits Ende der 1970er Jahre stellte der Verein eine Frauenmannschaft, die im Jahre 1980 mit 22:2 Punkten Kreismeister wurde. Laut der Vereinshistorie gewann die Mannschaft anschließend ein Entscheidungsspiel gegen Grün-Weiß Brauweiler und stieg in die Bezirksliga auf. Allerdings taucht der Name SV Deutz 05 nicht in der in der Damenchronik des FC Teutonia Weiden abgedruckten Tabelle der Verbandsligasaison 1980/81 auf. Bereits wenige Jahre später wurde die Mannschaft aufgelöst. In einer 1985 erschienenen Vereinschronik des SV Deutz 05 wird die Mannschaft nicht erwähnt.
Die heutige Abteilung wurde im Jahre 2014 gegründet. Nach zwei Aufstiegen in Folge erreichte die Mannschaft 2017 die Landesliga und drei Jahre später die Mittelrheinliga. Dort wurde die Mannschaft in der Saison 2023/24 Vizemeister hinter der DJK Südwest Köln. Ein Jahr später gelang bereits drei Spieltage vor Saisonende der Aufstieg in die drittklassige Regionalliga West.

## Jugendabteilung
Die Jugendabteilung der SV Deutz 05 umfasst in der Saison 2024/25 19 Jugendmannschaften, die am Meisterschaftsspielbetrieb des Fußballverbands Mittelrhein (FVM) und des Kreises Köln teilnehmen. Die U-19- und die U-17-Mannschaften spielen jeweils in der zweitklassigen Mittelrheinliga.
Erfolge:
- U19: Aufstieg Mittelrheinliga 2017/18; Futsal-Regionalmeister West 2025; Teilnahme Deutsche Futsal-Meisterschaft 2025
- U17: Aufstieg Mittelrheinliga 2017/18; Aufstieg B-Junioren-Bundesliga West 2021/22

## Persönlichkeiten
- Ernesto Carratala Jiménez (* 1999)
- Nermin Čeliković (* 1980)
- Thomas Idel (* 2000)
- Benjamin Kanuric (* 2003)
- Jerome Propheter (* 1990)
- Fabian Rüth (* 2001)
- Oliver Schmitt (* 2000)